# Хучельское сельское поселение
Хучельское се́льское поселе́ние — муниципальное образование в Канашском районе Чувашии Российской Федерации.
Административный центр — деревня Хучель.

## История
Статус и границы сельского поселения установлены Законом Чувашской Республики от 24 ноября 2004 года № 37 «Об установлении границ муниципальных образований Чувашской Республики и наделении их статусом городского, сельского поселения, муниципального района и городского округа»

## Население
| 2010  | 2012  | 2013  | 2014  | 2015  | 2016  | 2017  |
| ----- | ----- | ----- | ----- | ----- | ----- | ----- |
| 1137  | ↘1089 | ↘1049 | ↘1031 | ↘1024 | ↘1007 | ↗1054 |
| 2018  | 2019  | 2020  | 2021  |       |       |       |
| ↗1056 | ↘1027 | ↗1038 | ↗1044 |       |       |       |

## Состав сельского поселения
| № | Населённый пункт | Тип населённого пункта          | Население |
| - | ---------------- | ------------------------------- | --------- |
| 1 | Алешево          | деревня                         | →136      |
| 2 | Лесной           | выселок                         | ↘145      |
| 3 | Новые Турмыши    | деревня                         | →141      |
| 4 | Хунав            | деревня                         | ↗119      |
| 5 | Хучель           | деревня, административный центр | ↗261      |
| 6 | Ямурза           | деревня                         | →336      |